# Kistvaen

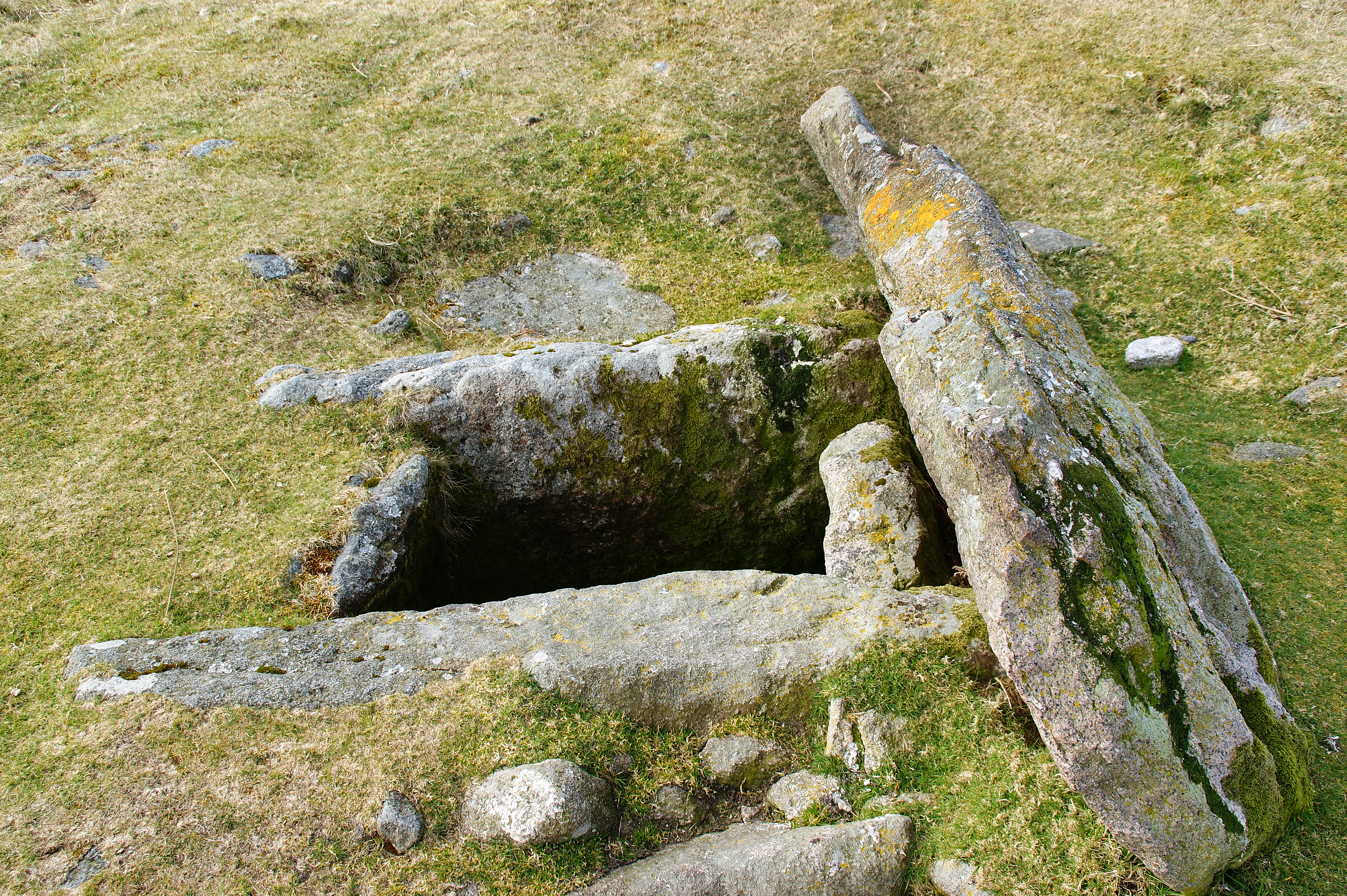
Un kistvaen que mostra la pedra de cobertura i l'estructura en cista (Dartmoor, Drizzlecombe)

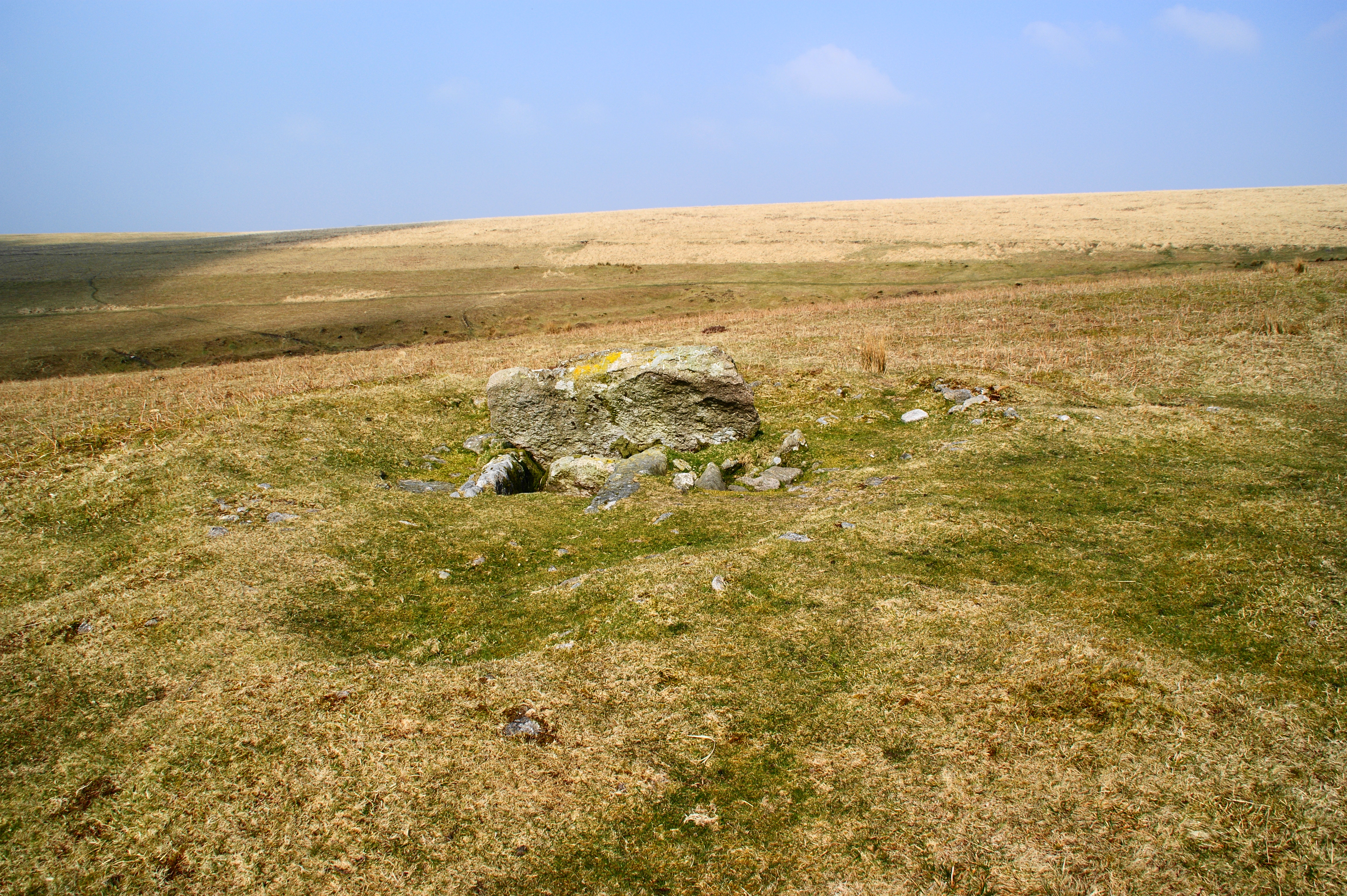
Un kistvaen a l'extrem sud de Dartmoor

Un kistvaen o cistvaen és una tomba (que pot ser de cambra) formada per lloses planes en forma semblant a la d'una caixa. Si es troba totalment soterrada en el terreny, pot estar coberta per un túmul.

## Origen del terme
La paraula deriva de les paraules gal·leses cist (cofre) i maen (pedra). El terme es va originar en relació amb les estructures cèltiques, en general precristianes, però en estudis dels antiquaris del segle xix i començaments del segle xx s'aplicava, a vegades, a estructures semblants fora del món celta.

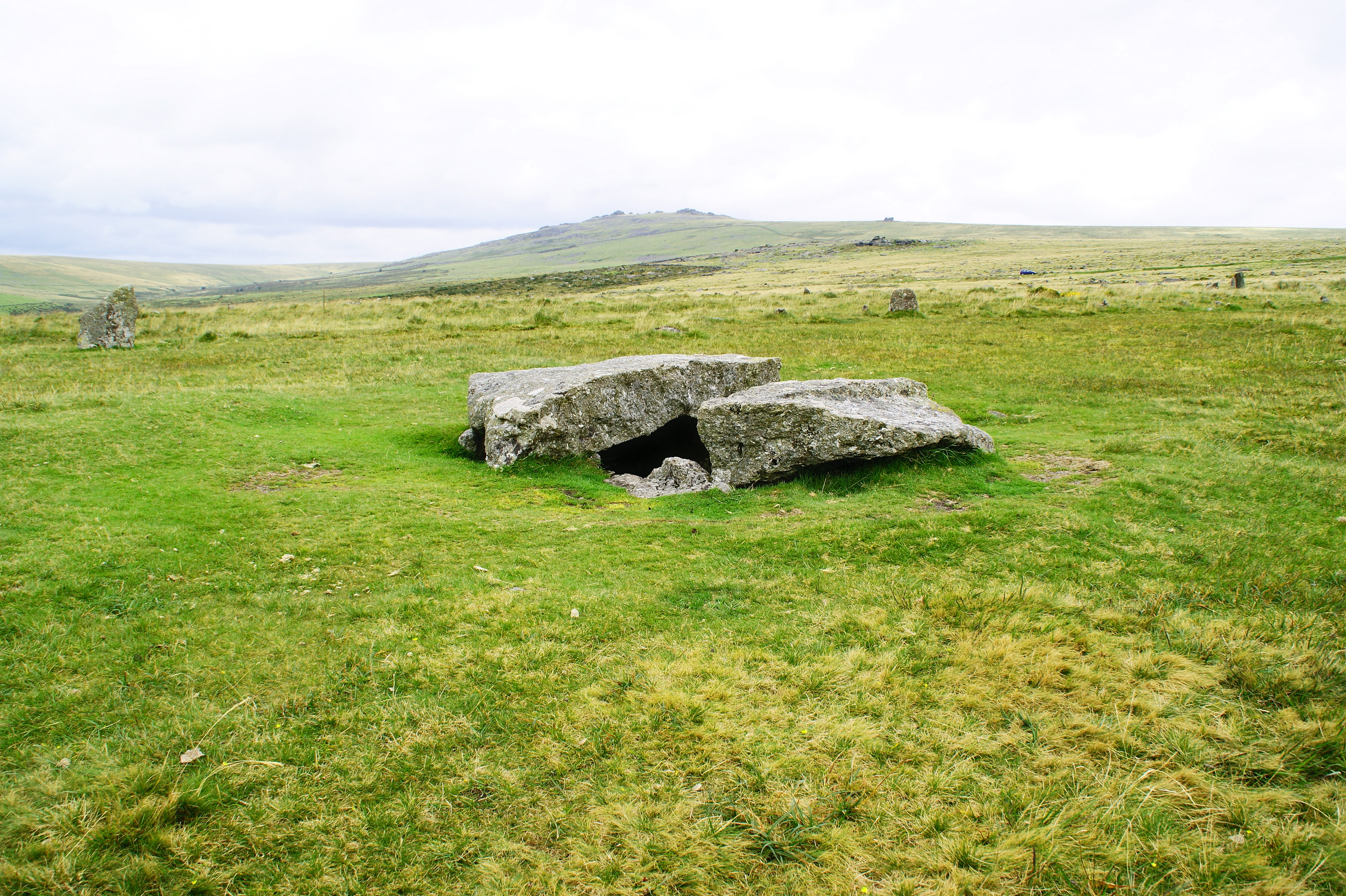
Un kistvaen al sud de l'alineament de pedres de Merrivale, Dartmoor

Algunes restes de fonaments de llosa, santuaris en capcer, o cella memoriae d'origen mediterrani, a vegades foren mal confosos per estudiosos d'èpoques anteriors amb kistvaen, la qual cosa provoca el problema de la "imprecisa nomenclatura".

## Tipus dekistvaen
Un dels tipus més nombrosos de kistvaen és el kistvaen Dartmoor. Sovint prenen la forma de petits rectangles d'uns 0,9 m de llarg per 0,6 m d'ample. Els kistvaens estaven coberts, en general, amb un monticle de terra i envoltats per un cercle de pedretes. Quan un cos es col·locava en el kistvaen, s'estenia, habitualment, en una posició contreta (posició fetal). A vegades, però, el cos era incinerat i les cendres es desaven en una urna cinerària que s'allotjava al kistvaen.

## Kistvaensi els sants celtes
Els kistvaens també es troben associats a llocs sants o sepultures dels primers sants celtes, que, sovint, són semillegendaris. Entre els sants relacionats amb kistvaens hi ha: Callwen, filla de Brychan; Geraint, Begnet i Melangell.